# Da Genova
Da Genova è una compilation di Fabrizio De André pubblicata nel 1999.

## Tracce
1. Il suonatore Jones – 4:25
2. Ottocento – 4:12
3. Andrea – 6:02
4. Verranno a chiederti del nostro amore – 4:20
5. Canzone per l'estate – 5:20
6. Hotel Supramonte – 4:33
7. Don Raffaè – 4:09
8. Amore che vieni, amore che vai – 2:49
9. Suzanne – 3:26
10. La ballata del Miché – 2:52
11. Canzone del maggio – 4:08
12. La guerra di Piero – 3:02
13. Girotondo – 3:06
14. Anime salve – 5:50